# 今町
今町（いままち）は、新潟県南蒲原郡に存在した町。1956年9月1日に隣接する見附市への編入合併により消滅した。見附市に合併する直前の地方自治体としての今町の区域は、現在の見附市立今町小学校、今町中学校の校区とほぼ一致する。

## 地理
新潟県のほぼ中央、越後平野の中にあり、北部には広大な農地が広がる。西と南には刈谷田川が流れる。
「弥彦おろし」と呼ばれる風が中之島側から吹く。

## 歴史
刈谷田川の舟運により、川湊の町として栄えた。川戸（船着き場）と表通りの間には何本もの「小路」が設けられた。繊維産業を基幹としていた見附とは異なり、今町は商業が中心であった。
北越戊辰戦争おいて今町は戦地となった。
- 1665年（寛文5年） - 新発田藩が羽賀新田を町場にするように町割を行い、名称を今町新田に改称[5]。
- 1889年4月1日 - 町村制施行により南蒲原郡今町が誕生。
- 1925年4月1日 - 南蒲原郡坂井村 （下関村、三林村、坂井村の合併した村）を編入。
- 1956年9月1日 - 見附市への編入合併により消滅。

## 文化
- 今町・中之島大凧合戦
- 郷土玩具 今町べと人形[7]